# Il corsaro (miniserie televisiva)
Il corsaro è una miniserie televisiva del 1985, diretta da Franco Giraldi e ispirato al romanzo L'avventuriero di Joseph Conrad.

## Trama
Il comandante di una nave pirata ormai anziano decide di ritirarsi a vita privata tornando al suo paese di origine, ma non riesce a rassegnarsi a una vita ordinaria lanciandosi in un ultimo gesto eroico.